# M777
Die M777 ist eine gezogene Haubitze aus britischer Produktion mit einem Kaliber von 155 mm. Hersteller ist BAE Land Systems. Die Streitkräfte der Vereinigten Staaten setzen sie ein, in den Streitkräften des Vereinigten Königreichs wird sie erprobt. Die M777 wurde im Hinblick auf geringes Gewicht entwickelt. Sie ist 41 % leichter als die M198 und dadurch besonders geländegängig und leichter zu bewegen und benötigt weniger Bedienmannschaft. Die Gewichtsersparnis wird zu einem großen Teil durch ein Gestell aus Titan erzielt. Durch das geringe Gewicht ist das Geschütz für Luftlandeoperationen besonders geeignet. Mit einem Lauf von 39 Kaliberlängen und dem Standardartilleriegeschoss M795 wird eine maximale Schussweite von 23,5 km erreicht.
Die erste US-amerikanische Einheit, in der die M777 die US-amerikanische 155-mm-Howitzer M198 ersetzte, war 2005 das 3. Artilleriebataillon des 11. Regiments der 1. US-Marineinfanteriedivision des United States Marine Corps. Bis Anfang 2010 hatte die M777 ihre Vorgängerin größtenteils verdrängt. Insgesamt wurden von diesem Geschütz mehr als 1250 Stück verkauft, davon ca. 1000 Stück an die US-Streitkräfte. Seit Januar 2024 soll die Produktion wieder anlaufen.
Die  M777A2 Variante des Geschützes kann das GPS-gelenkte Geschoss M982 Excalibur sowie Geschosse mit dem M1156-Kurskorrekturzünder verschießen. Letzteres verwendet einen kurskorrigierenden Zünder, „Course Correcting Fuze“ (CCF), der von United Defence in Zusammenarbeit mit Bofors Defence, Rockwell Collins und BT Fuze entwickelt wurde. Diese Munition verbessert die Wirkung von Geschützen bis nahezu Punktschlagfähigkeit. Auf dem Schießplatz Yuma Proving Ground konnte damit auf eine Entfernung von 14,5 Kilometern eine Streuung von nur 50 Metern erreicht werden. Dazu wird der Zünder unmittelbar vor dem Abschuss durch einen Laptop mit den Zielkoordinaten programmiert.

## Extended Range Cannon Artillery
2018 starteten die USA das ERCA-Programm (Extended Range Cannon Artillery). Ziel dieses Programms war, die Schussdistanzen der M777- und M109-Haubitzen signifikant zu steigern. Dabei waren Schussdistanzen von bis zu 70 Kilometer angestrebt. Dazu wurde in die M777-Haubitze das XM907-Geschützrohr mit 58 Kaliberlängen (L/58) eingebaut. Anfang 2020 wurde bei Testschießen auf dem Yuma Proving Ground mit einem XM1113-Geschoss mit zusätzlichem Raketenantrieb eine Schussdistanz von rund 64 Kilometer erreicht. Im März 2024 wurde die Einstellung des Prototypenprogramms Extended Range Cannon Artillery bekannt gegeben; das Teilprojekt Munition wird hingegen fortgeführt. Bei den Tests ergab sich eine zu starke Abnutzung der Rohre.
BAE entwickelte inzwischen eine Variante mit einem Rohr von 52 Kaliberlängen, das Geschütz wiegt dann 5.800 kg.

## Kampfeinsätze
Das Geschütz wird von der Ukraine im Russisch-Ukrainischen Krieg eingesetzt. Laut dem Oryx-Blog gingen mit Stand April 2025 mindestens 101 Geschütze verloren. Laut der russischen Seite Lost-Armour hat die Ukraine 90 Stück verloren und 50 weitere Exemplare wurden beschädigt.

## Nutzerstaaten
- Australien – 54 Stück[10]:248,
- Kanada – 37 Stück[10]:45,
- Indien – Indien kündigte 2016 an, 145 Haubitzen erwerben zu wollen, 25 davon von den USA.[11] Die Lieferung der ersten Charge erfolgte im Jahr 2017.[12]
- Ukraine – Nach dem russischen Überfall auf die Ukraine beschloss die australische Regierung Ende April 2022, der Ukraine zur Unterstützung sechs Haubitzen zu schicken.[13][14] Die US-Regierung versprach die Lieferung von 90 Stück plus 144.000 Artilleriegranaten, von denen laut Verteidigungsministerium am 2. Mai 2022 80 Prozent in der Ukraine eingetroffen waren.[15] Die Lieferung von weiteren 16 M-777 Haubitzen wurde am  1. Oktober 2022 von der US-Regierung angekündigt.[16] Insgesamt sollen bis Herbst 2022 170 M-777 Haubitzen an die Ukraine geliefert worden sein.[17]

- Vereinigte Staaten
  - United States Army 513 Stück.[10]:51
  - United States Marine Corps 481 Stück[10]:55